# Renault Supercinque
La Renault Supercinque è un'autovettura prodotta tra il 1984 ed il 1996 dalla casa automobilistica francese Renault.

## Storia

### Origini e debutto
Nella primavera del 1978, i vertici della Renault, ritenendo che il proprio piccolo best seller, la Renault 5, stesse cominciando a mostrare i segni dell'età nelle sue linee, diedero il via al Progetto 140, che avrebbe dovuto dar luogo all'erede della stessa R5. Furono realizzati diversi prototipi con soluzioni estetiche piuttosto originali, ma decisamente poco convincenti in generale. Dopo l'ennesima proposta bocciata e già alcuni anni trascorsi dall'inizio del progetto, venne interpellato il noto designer Marcello Gandini, famoso già all'inizio degli anni settanta per aver firmato la linea mozzafiato di una vettura come la Lamborghini Countach. Gandini rispose che per una vettura di gran successo come la R5 occorreva non discostarsi di molto dalla sua linea originale, per non rischiare troppo. La Régie accolse il consiglio e nel settembre 1984 la nuova vettura era pronta per la presentazione, avvenuta il mese successivo al Salone di Parigi e successivamente all'Eliseo davanti al presidente della Repubblica François Mitterrand.

### Meccanica

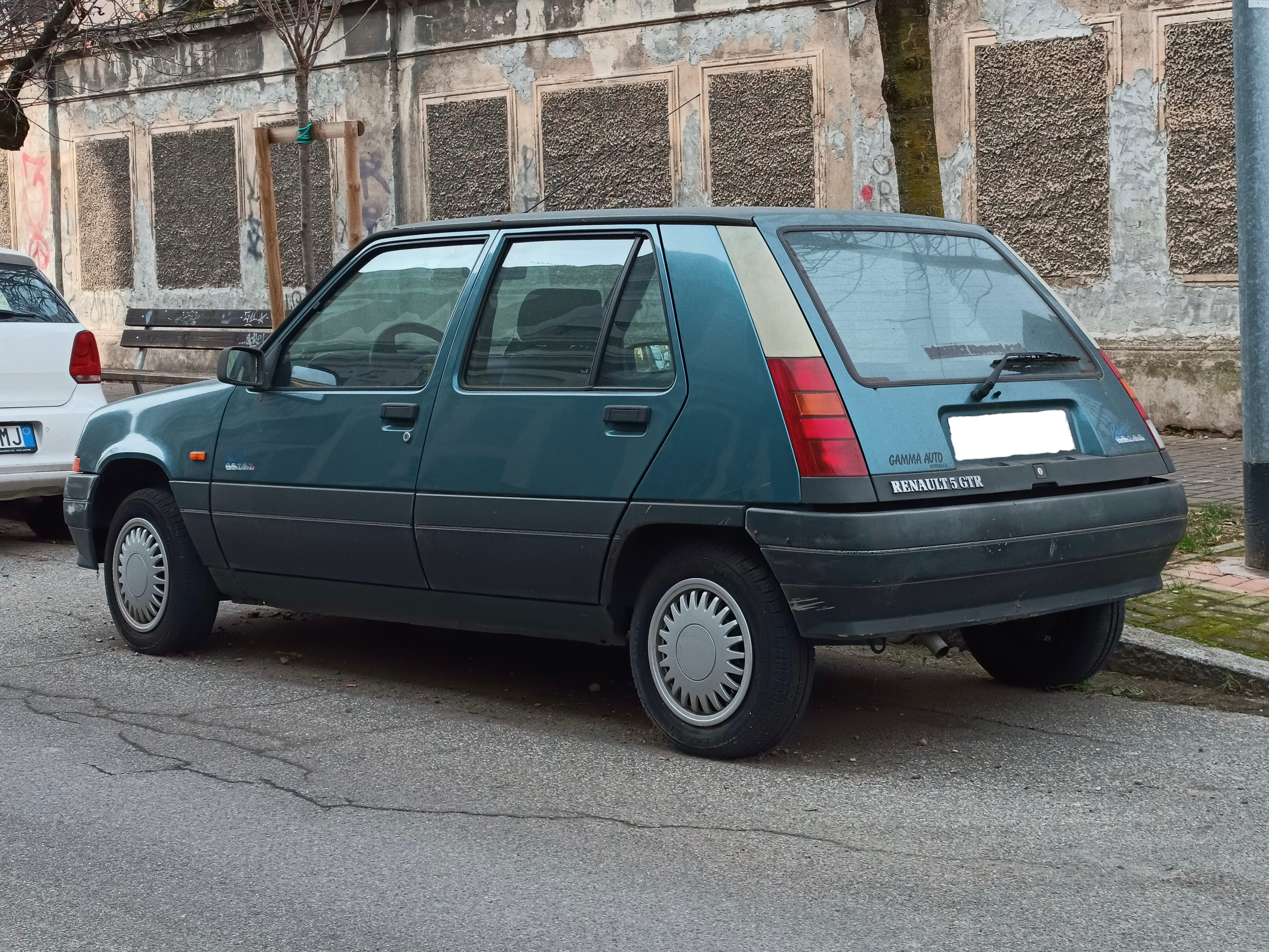
Una Renault Supercinque a 5 porte

Sebbene apparentemente simile alla R5 che sostituiva, la Supercinque propose numerose novità tecniche: l'avantreno era stavolta di tipo MacPherson a molle elicoidali, una soluzione che andò a sostituire il precedente schema a barre di torsione longitudinali. Un'altra importantissima novità stava nell'adozione dei nuovi motori mutuati dai modelli R9 ed R11 che comportavano la disposizione trasversale del propulsore, anziché longitudinale. Dal punto di vista delle cilindrate, però, questi nuovi motori ricalcavano quelli precedenti. Va infine ricordato che la Supercinque aveva due misure di passo differenti a seconda che si fosse trattato di una versione a 3 o a 5 porte. Una terza misura di passo era prevista per le versioni furgoncino. Anche il retrotreno conservò la vecchia soluzione a barre di torsione trasversali.
La gamma d'esordio, per il mercato Italiano, era composta dai seguenti modelli:
- C e TC: motore C1C da 956 cm³ e con potenza massima di 41 CV a 5750 giri/min;
- TL-GTL: motore C1E da 1108 cm³ con potenza di 47 CV a 5250 giri/min;
- TSE: motore C2J da 1397 cm³ con potenza di 72 CV a 5750 giri/min;

## Evoluzione
Le linee, come suggerito da Gandini, riprendevano piuttosto fedelmente quelle della sua antenata, sebbene la carrozzeria sia stata ridisegnata ex-novo. Ma il risultato commerciale inizialmente lasciò perplessi i vertici Renault: l'ingresso sul mercato della nuova Peugeot 205, dalle linee più originali, fu un serio colpo per la Renault. Tuttavia, una volta immessa sul mercato la versione con carrozzeria a 5 porte, poco più tardi, le vendite ricominciarono a salire e alla fine del 1985 si stabilizzarono su valori molto più incoraggianti. Per l'assemblaggio delle varie componenti fu allestita una nuova linea di montaggio, composta da macchinari nuovi e all'avanguardia, in grado di realizzare le vetture ad un ritmo molto sostenuto. Durante il suo arco di produzione, la gamma della Supercinque subì diverse variazioni e vide l'introduzione di nuovi modelli e versioni. Eccone una breve cronologia:
- settembre 1984: presentazione ufficiale della Supercinque. Le versioni inizialmente previste erano C, TC, TL, GTL, GTS e TSE, tutte con carrozzeria a 3 porte.
- febbraio 1985: introduzione delle nuove versioni C, TC, GTL con motore da 1.1 litri, Automatica e GT Turbo, versione top di gamma dalle elevate prestazioni.
- maggio 1985: la Supercinque viene prodotta a 5 porte, nelle seguenti versioni dalla più basica alla più eccelsa:
- TC
- GTL
- GTS, Automatica e nella nuova versione TL.
- novembre 1985: lancio delle versioni con motore a gasolio TD e GTD.
- maggio 1985 - luglio 1987: le versioni L, TL e GTL 1.1 a 3 porte vengono tolte di produzione. Fu lanciata una nuova versione sportiveggiante, la TS, che andava a posizionarsi sotto la GT Turbo.
- aprile 1987: le versioni base L e TL furono sostituite dalla Five. Inoltre, l'intera gamma subì un leggero restyling.
- luglio 1987: uscirono di produzione le versioni C, TC, TS, TSE e GTL 1.4; al loro posto furono introdotte le versioni Campus, SL, SR, GL, TR, GTR e la GTX disponibile in Italia solo con motore 1.4 e carrozzeria 3 porte, Baccara-Limited in Italia (top di gamma dall'allestimento lussuoso) e la SD, nuovo allestimento per le Supercinque diesel.
- 1989: il cambio automatico diventa disponibile anche sulle Supercinque Baccara e il modello subisce un restyling estetico.
- 1990: la Supercinque Five diventa disponibile anche in versione diesel. Nasce la sottoserie Saga, che comprende le versioni GL, TR, TD, GTR, GTS, GTX, GTD e Automatica. In alcuni Paesi esteri, le Saga furono commercializzate come Prima o Cosmopolitan.
- gennaio 1991: con il lancio della nuova Renault Clio, la gamma Supercinque si riduce drasticamente. Rimangono in produzione le Five, Five D, Automatica e GT Turbo. La produzione viene interamente trasferita in Slovenia.
- 1992: Automatica e GT Turbo escono di produzione. Rimangono in listino solo la Five e la Five D.
- 1993: anche la Five D esce di produzione. Rimane in produzione solo la Five, con motore da 1.4 litri.
- 1995: viene riproposta la versione Saga ad affiancare la Five.
- novembre 1996: Five e Saga escono definitivamente dalla produzione. A sostituirle è la versione Bye bye, con la quale la Supercinque si congeda dal mercato dopo quasi dodici anni di produzione. L'ultima Supercinque esce dalle linee di montaggio nel mese di dicembre.

### La GT Turbo

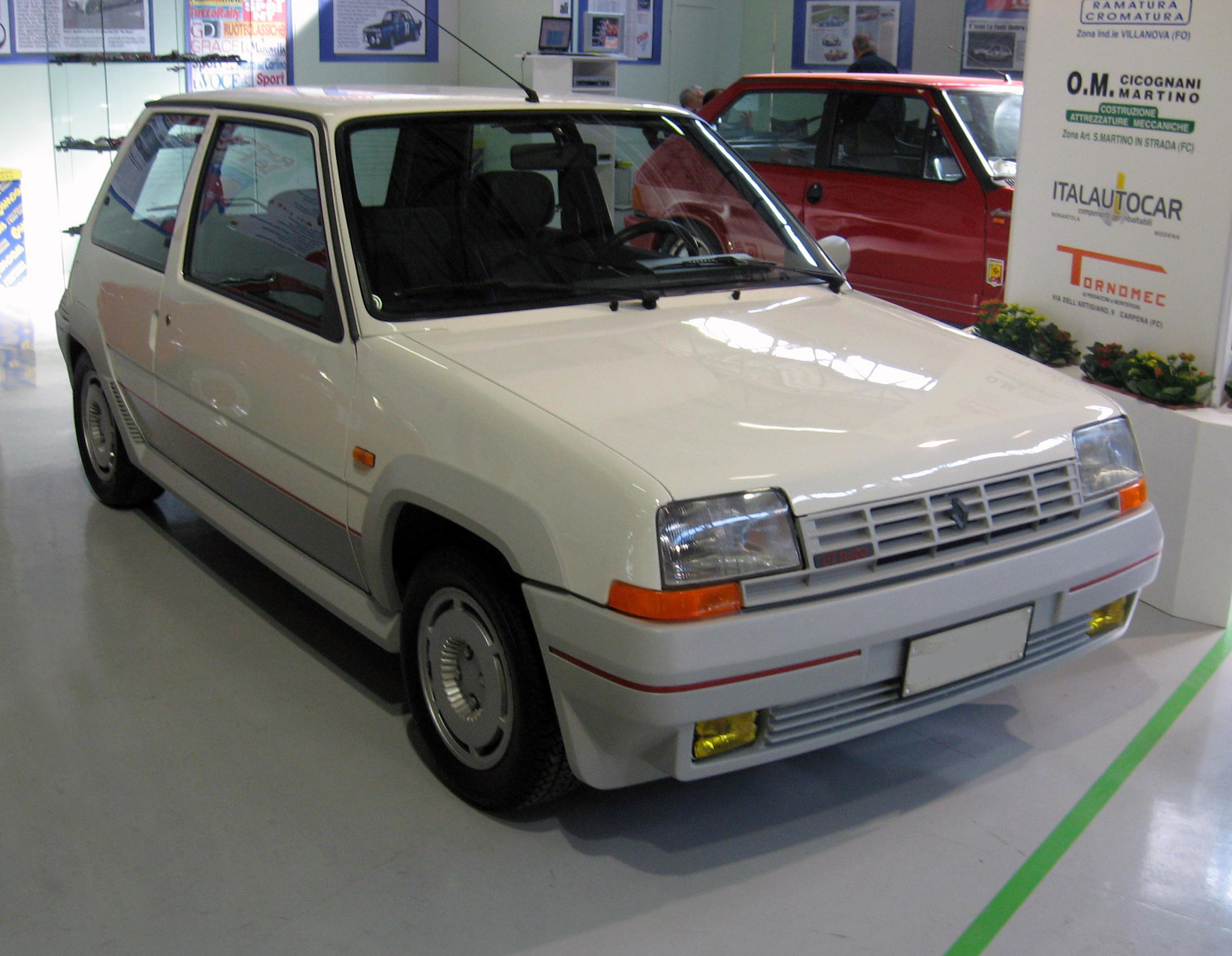
Una Supercinque GT Turbo prima serie

Fu presentata nel 1985 per sostituire la Alpine Turbo. In Italia venne commercializzata a 14.450.000 lire, in concorrenza diretta con la Fiat Uno Turbo che costava 14.542.000 lire. La GT Turbo sarebbe entrata nel cuore di milioni di appassionati. Il motore era derivato da quello che equipaggiava la Alpine Turbo ma con potenza massima portata a 115 CV, e con prestazioni ancora più brillanti. L'assetto della GT Turbo fu irrigidito e ribassato, mentre l'impianto frenante fu dotato di dischi autoventilanti all'avantreno e dischi pieni al retrotreno. Dal 1987, con il restyling dell'intera gamma, la GT Turbo usufruì di alcuni aggiornamenti meccanici, oltre che estetici, i quali portarono la potenza massima a 120 CV a 5750 giri/min, con coppia massima di 16.8 kgm a 3750 giri/min. La velocità massima era di 205 km/h con accelerazione da 0 a 100 km/h in soli 8 secondi. Per l'occasione, anche l'impianto frenante fu rivisto ed i dischi anteriori e posteriori passarono da 228 a 238 mm di diametro. La produzione cessò nel 1990: per ben oltre 20 anni non vi sarebbero state più delle piccole sportive Renault sovralimentate: già la sua erede, la Clio 1.8 16V, era aspirata. Il ritorno alla sovralimentazione per una piccola sportiva Renault di segmento B avverrà solo nel 2013, con il lancio della versione RS della Clio IV, spinta da un 1.6 turbo da 200 CV.

## Riepilogo caratteristiche
Di seguito vengono riportate le caratteristiche relative alle varie versioni della gamma Supercinque. I dati si riferiscono alle versioni a 3 porte, laddove gli allestimenti sono previsti in entrambe le configurazioni. Le versioni a 5 porte hanno passo più lungo e massa superiore di 15 kg circa.
| Modello                                                                               | Carrozzerie | Allestimento           | Codice di omologazione | Motore | Cilindrata cm³ | Alimentazione                       | Potenza CV/rpm | Coppia kgm/rpm | Cambio/ N°rapporti                | Freni (ant./post.) | Massa a vuoto (kg) | Velocità max | Acceler. 0–100 km/h (s) | Consumo (l/100 km) | Anni di produzione |
| Versioni a benzina                                                                    |             |                        |                        |        |                |                                     |                |                |                                   |                    |                    |              |                         |                    |                    |
| Supercinque 1.01                                                                      | 3 porte     | C, TC                  | C400                   | C1C    | 956            | Carburatore monocorpo               | 42/5750        | 63/3000        | Manuale a 4 marce                 | D/T                | 695                | 145          | 19"3                    | 6.1                | 02/1985-07/1987    |
| Supercinque 1.01                                                                      | 3 porte     | Société                | S400                   | C1C    | 956            | Carburatore monocorpo               | 42/5750        | 63/3000        | Manuale a 4 marce                 | D/T                | 695                | 145          | 19"3                    | 6.1                | 02/1985-05/1987    |
| Supercinque 1.01                                                                      | 5 porte     | TC                     | B400                   | C1C    | 956            | Carburatore monocorpo               | 42/5750        | 63/3000        | Manuale a 4 marce                 | D/T                | 710                | 145          | 19"3                    | 6.1                | 02/1985-07/1987    |
| Supercinque 1.1                                                                       | 3 porte     | L                      | C401                   | C1E    | 1108           | Carburatore monocorpo               | 47/5250        | 79/2500        | Manuale a 4 marce                 | D/T                | 695                | 143          | 16"                     | 5.5                | 09/1984-07/1986    |
| Supercinque 1.1                                                                       | 3 porte     | TL                     | C401                   | C1E    | 1108           | Carburatore monocorpo               | 47/5250        | 79/2500        | Manuale a 4 marce                 | D/T                | 695                | 143          | 16"                     | 5.5                | 09/1984-05/1985    |
| Supercinque 1.1                                                                       | 3 porte     | GL, GL Société         | C401                   | C1E    | 1108           | Carburatore monocorpo               | 47/5250        | 79/2500        | Manuale a 4 marce                 | D/T                | 695                | 143          | 16"                     | 5.5                | 02/1985-07/1987    |
| Supercinque 1.1                                                                       | 5 porte     | GL, GL Société         | B401                   | C1E    | 1108           | Carburatore monocorpo               | 47/5250        | 79/2500        | Manuale a 4 marce                 | D/T                | 710                | 143          | 16"                     | 5.5                | 02/1985-07/1987    |
| Supercinque 1.1                                                                       | 3 e 5 porte | GTL                    | C401 / B401            | C1E    | 1108           | Carburatore monocorpo               | 47/5250        | 79/2500        | Manuale a 5 marce                 | D/T                | 750                | 143          | 16"                     | 5.2                | 02/1985-07/1987    |
| Supercinque 1.1                                                                       | 3 e 5 porte | Five                   | C401 / B401            | C1E    | 1108           | Carburatore monocorpo               | 47/5250        | 79/2500        | Manuale a 4 marce                 | D/T                | 695                | 143          | 16"                     | 5.5                | 07/1987-01/1993    |
| Supercinque 1.1                                                                       | 3 e 5 porte | SL                     | C401 / B401            | C1E    | 1108           | Carburatore monocorpo               | 47/5250        | 79/2500        | Manuale a 4 marce                 | D/T                | 695                | 143          | 16"                     | 5.5                | 07/1987-07/1990    |
| Supercinque 1.2                                                                       | 3 e 5 porte | SR                     | C40F / B40F            | C1G    | 1237           | Carburatore monocorpo               | 55/5250        | 88/3000        | Manuale a 4 marce - 5 marce (GTR) | D/T                | 745                | 155          | -                       | 5.9                | 07/1987-07/1989    |
| Supercinque 1.2                                                                       | 3 e 5 porte | TR e GTR               | C40F / B40F            | C1G    | 1237           | Carburatore monocorpo               | 55/5250        | 88/3000        | Manuale a 4 marce - 5 marce (GTR) | D/T                | 745                | 155          | -                       | 5.9                | 07/1987-07/1990    |
| Supercinque 1.4                                                                       | 3 e 5 porte | Five / Saga            | C407 / B407            | C3J    | 1390           | Iniezione elettronica               | 60/4750        | 100/3000       | Manuale a 5 marce                 | D/T                | 750                | 158          | -                       | 6.8                | 02/1993-03/1996    |
| Supercinque 1.4                                                                       | 3 e 5 porte | GTL                    | C402 / B402            | C1J    | 1397           | Carburatore monocorpo               | 60/5250        | 102/2500       | Manuale a 5 marce                 | D/T                | 750                | 158          | 14"                     | 5.9                | 09/1984-07/1987    |
| Supercinque 1.4                                                                       | 3 e 5 porte | Automatic              | C403 / B403            | C2J    | 1397           | Carburatore doppio corpo            | 68/5250        | 104/3500       | Automatico a 3 rapporti           | D/T                | 800                | 154          | 16"5                    | 6.8                | 02/1985-07/1991    |
| Supercinque 1.4                                                                       | 3 e 5 porte | GTS                    | C403 / B403            | C2J    | 1397           | Carburatore doppio corpo            | 72/5750        | 104/3500       | Manuale a 5 marce                 | D/T                | 765                | 167          | 11"5                    | 6.6                | 09/1984-07/1987    |
| Supercinque 1.4                                                                       | 3 e 5 porte | GTS                    | C403 / B403            | C2J    | 1397           | Carburatore doppio corpo            | 68/5250        | 104/3500       | Manuale a 5 marce                 | D/T                | 765                | 165          | -                       | 6.1                | 07/1987-07/1990    |
| Supercinque 1.4                                                                       | 3 porte     | TS                     | C403                   | C2J    | 1397           | Carburatore doppio corpo            | 72/5750        | 104/3500       | Manuale a 5 marce                 | D/T                | 750                | 167          | 11"5                    | 6.6                | 02/1985-07/1987    |
| Supercinque 1.4                                                                       | 3 porte     | TSE                    | C403                   | C2J    | 1397           | Carburatore doppio corpo            | 72/5750        | 104/3500       | Manuale a 5 marce                 | D/T                | 750                | 167          | 11"5                    | 6.6                | 09/1984-07/1987    |
| Supercinque 1.4                                                                       | 3 porte     | GT Turbo               | C405                   | C1J    | 1397           | Carburatore doppio corpo            | 115/5750       | 165/3000       | Manuale a 5 marce                 | DA/D               | 830                | 201          | 7"6                     | 7.4                | 02/1985-07/1987    |
| Supercinque 1.4                                                                       | 3 porte     | GT Turbo               | C405                   | C1J    | 1397           | Carburatore doppio corpo            | 120/5750       | 165/3750       | Manuale a 5 marce                 | DA/D               | 830                | 204          | 7"6                     | 7.4                | 07/1987-07/1991    |
| Supercinque 1.7                                                                       | 3 porte     | Baccara                | C40G                   | F2N    | 1721           | Carburatore                         | 90/5500        | 135/3500       | Manuale a 5 marce                 | D/T                | 870                | 180          | 10"                     | 6.6                | 07/1987-07/1990    |
| Supercinque 1.7                                                                       | 3 e 5 porte | GTX                    | C40G / B40G            | F2N    | 1721           | Carburatore                         | 90/5500        | 135/3500       | Manuale a 5 marce                 | D/T                | 870                | 180          | 10"                     | 6.6                | 07/1987-07/1990    |
| Supercinque 1.7                                                                       | 3 porte     | GTE                    | C40G                   | F3N    | 1721           | Iniezione elettronica               | 95/5250        | 143/3000       | Manuale a 5 marce                 | D/T                | 870                | 185          | 9"3                     | 7.9                | 07/1987-07/1990    |
| Versioni a gasolio                                                                    |             |                        |                        |        |                |                                     |                |                |                                   |                    |                    |              |                         |                    |                    |
| Supercinque Diesel                                                                    | 3 e 5 porte | D, TD, Five D, SD, GTD | C404 / B404            | F8M    | 1596           | Diesel aspirato Iniezione indiretta | 55/4800        | 100/2250       | Manuale a 5 marce                 | D/T                | 815                | 150          | 16"5                    | 5.1                | 11/1985-07/1990    |
| Supercinque Diesel                                                                    | 3 e 5 porte | D Société, TD Société  | S405                   | F8M    | 1596           | Diesel aspirato Iniezione indiretta | 55/4800        | 100/2250       | Manuale a 5 marce                 | D/T                | 815                | 150          | 16"5                    | 5.1                | 11/1985-07/1990    |
| Note: 1Disponibile per il mercato italiano anche negli allestimenti Campus, Five e SC |             |                        |                        |        |                |                                     |                |                |                                   |                    |                    |              |                         |                    |                    |

## Edizioni limitate

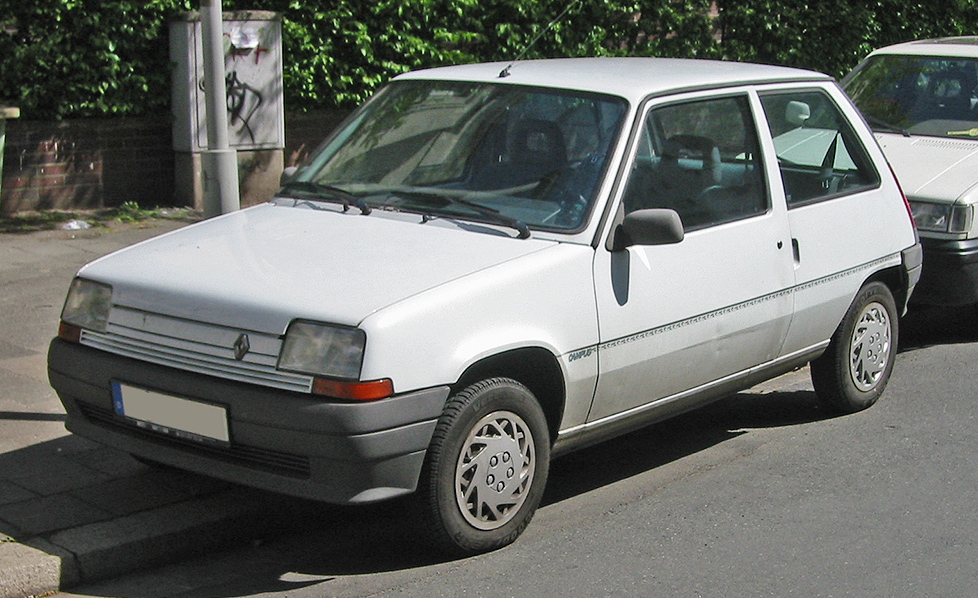
Una Supercinque Campus

La Supercinque vide la comparsa di alcune serie limitate durante l'arco della sua produzione. Esse furono:
- NRJ: basata sulle Supercinque GL e GTS, ne riprendeva la meccanica. Fu lanciata nel gennaio 1987 ed era caratterizzata da cerchi di disegno specifico, che sulla GTS avevano anche il logo NRJ e da sottili linee rosse che percorrevano le fiancate ed il portellone. Inoltre aveva vetri leggermente bruniti, fari alogeni e retronebbia. Era disponibile nelle colorazioni rosso, grigio argento, grigio titanio, blu notte e nero. Nel 1988 fu lanciata un'altra edizione della NRJ, basata sulle versioni TL, TR e TD. Le colorazioni erano bianco, blu notte, argento, rosso e verde menta.
- Schuss: lanciata nel febbraio 1988, era basata sulle versioni GTR, GTS, GTD ed Automatic. Era caratterizzata da paraurti e fascioni laterali in tinta con la carrozzeria, linea decorativa lungo le fiancate e sul portellone con scritta "Schuss", finestrini elettrici e chiusura centralizzata con comando a distanza. Era disponibile nei colori bianco, grigio e argento.
- Spring: caratterizzata dalla scritta "Spring" su fiancate e portellone, fu prodotta dal dicembre 1988 riprendendo gli allestimenti e la meccanica delle versioni SL, SR e SD. Era dotata di cerchi specifici, sbrinalunotto e specchietto retrovisore esterno destro.
- GT Turbo Alain Oreille: edizione limitata della GT Turbo restyling, commercializzata dal 1989 al 1990 in circa 2000 esemplari per celebrare la vittoria della vettura al Rally della Costa d'Avorio, valido per il Campionato Mondiale Rally, nonché alcune vittorie di categoria in Gruppo N, dove la GT Turbo vincitrice era pilotata da Alain Oreille. La GT Turbo Alain Oreille era caratterizzata da una livrea completamente blu, inclusi paraurti, specchietti e persino i cerchi, non portava fascioni laterali, aveva selleria personalizzata con triangolini blu, moquette nera, pannello baule nero e scritta posteriore GT Turbo di colore blu. Si dice che meccanicamente abbia qualche accorgimento in più rispetto alle altre.
- Belle Île: equipaggiata con un 4 cilindri da 1108 cm³ in grado di erogare 47 CV, era forse l'edizione limitata più particolare, caratterizzata da una capote in tela che andava a ricoprire la zona del padiglione e quella relativa ai finestrini laterali posteriori. La zona anteriore del tetto era invece uguale a quella delle altre Supercinque. Ciò rendeva la Supercinque Belle Île una sorta di piccola e moderna landaulet, forse la più originale di sempre, date le sue ridotte dimensioni. Disponibile nei colori bianco o blu, fu prodotta nel 1989.
- Tiga: disponibile negli allestimenti TL, TR e TD, fu commercializzata nell'aprile 1989. Era disponibile inoltre in sette colori: bianco, rosso, blu notte, grigio scuro, grigio argento, nero e verde menta. Era caratterizzata dal tettuccio apribile, dai sedili in tessuto con inserti gialli e blu e dalle scritte Tiga sulle fiancate e sul portellone.
- Blue Jeans: lanciata nel luglio 1989, montava il 1.1 da 47 CV presente su molti altri modelli della gamma. Era disponibile nei colori bianco, blu o rosso ed era caratterizzata dagli interni rivestiti in jeans.
- Coup de Cœur: come suggerisce il nome, era una versione dedicata agli innamorati, pertanto fu lanciata proprio il 14 febbraio 1990, il giorno di San Valentino. Basata sulle versioni TL e TR, si distingueva per la striscia specifica che percorreva le fiancate e per i cerchi, gli stessi della "Tiga". I colori disponibili erano il grigio-argento, il grigio scuro e il nero. Internamente vi erano i sedili con rivestimento bicolore rosso e nero.
- Campus: anche per la Supercinque fu realizzata una serie limitata denominata Campus, anzi due, entrambe proposte quando era già in listino la Clio. La prima serie Campus fu lanciata nel 1987 ed era disponibile con il 1.1 litri da 47 CV. Era caratterizzata dalla selleria in tessuto specifico e dalle scritte Campus sulle fiancate e sulla coda. La seconda serie Campus fu lanciata invece nel 1990 e montava lo stesso 1.1 della precedente Campus, oltre che il 1.6 diesel aspirato da 55 CV. Era caratterizzata dalla selleria in tessuto dedicato e dalle scritte Campus sulle fiancate e sul portellone. Era disponibile nei colori giallo, bianco, rosso, blu e verde menta.
- Carte Jeunes: montava le stesse motorizzazioni della seconda Campus ed era disponibile nei colori bianco-ghiaccio e rosso. Montava gli interni rivestiti in un vivace colore azzurro ed esternamente si distingueva per le scritte Carte Jeunes sulle fiancate Fu lanciata nel 1992.
- Bye bye: fu l'edizione finale con cui la Supercinque lasciò definitivamente il mercato. Montava il 1390 cm³ da 60 CV. Fu commercializzata nel 1996 in 12.000 esemplari. Montava vetri bruniti e retronebbia.
- Podium 1988
- Flash 1986

## Veicoli derivati

### Sbarro Super Five
Nel 1985, presso il salone automobilistico di Ginevra, il designer svizzero Franco Sbarro espose una versione ridisegnata della Supercinque. Venne costruita in due esemplari.

## Attività sportiva
Anche la Supercinque, come la sua antenata, ebbe un'attività sportiva piuttosto nutrita, specialmente grazie alle qualità della versione di punta, la GT Turbo. Grazie soprattutto al talento di Alain Oreille, la GT Turbo partecipò nel Gruppo N al Mondiale Rally e ottenne ottimi risultati nella sua categoria, con le vittorie a Monte Carlo e Sanremo in gruppo N e vincitrice assoluta in Costa d'Avorio (a tutt'oggi unica vettura di produzione ad essersi aggiudicata una gara di campionato del mondo). Anche l'anno seguente fu piuttosto fruttuoso, sebbene molto meno dell'anno precedente. Ma anche le Supercinque più tranquille conobbero alcune soddisfazioni di assoluto rilievo, come nel periodo tra l'ottobre e il dicembre 1984, quando tre Supercinque percorsero i 17 000 km previsti per la traversata dell'Africa occidentale.